# Фрейм, Дженет
Дженет Фрейм (англ. Janet Paterson Frame, 28 августа 1924, Данидин, о. Южный, Новая Зеландия — 29 января 2004, там же) — новозеландская писательница, писала на английском языке.

## Биография
Дочь железнодорожного рабочего, готовилась стать учительницей, занималась в педагогическом колледже, когда ей в 1947 году был ошибочно поставлен диагноз «шизофрения». До 1954 года находилась в психиатрических клиниках, где перенесла около 200 сеансов электрошока, и только премия, полученная Фрейм за сборник рассказов «Лагуна» (1951), удержала врачей, собиравшихся подвергнуть её лоботомии (опыт существования за пределами привычного мира, полученный в клиниках, стал основой романа Фрейм «Лица в воде», 1961 год, а позднее отражён в автобиографической трилогии). В 1954—1955 годах начинающей писательнице оказал человеческую и литературную поддержку известный новозеландский прозаик Фрэнк Сарджесон: он предложил ей часть своего дома, настаивал, чтобы она ежедневно писала, читал и рецензировал её рукописи. Получив стипендию Государственного литературного фонда, Фрейм с 1957 до 1964 года жила в Лондоне. Вернувшись на родину, преподавала писательское мастерство в университете Отаго в Данидине, часто жила в США.

## Признание
В 1983 году была награждена Орденом Британской империи, в 1989 году стала лауреатом литературной премии Британского Содружества, в 1990 году получила Орден Новой Зеландии, в 2003 году была одним из кандидатов на Нобелевскую премию. Её стихи и остропсихологическая проза переведены на многие языки мира, по автобиографической трилогии снят приобретший мировую известность фильм Джейн Кэмпион Ангел за моим столом (1990).

## Произведения

### Романы
- Owls Do Cry (1957).
- Faces in the Water (1961).
- The Edge of the Alphabet (1962).
- Scented Gardens for the Blind (1963).
- The Adaptable Man (1963).
- A State of Siege (1966).
- The Rainbirds (1968).
- Intensive Care (1970).
- Daughter Buffalo (1972).
- Living in the Maniototo (1979).
- The Carpathians (1989).
- Towards Another Summer (2007)

### Рассказы
- The Lagoon and Other Stories (1951).
- Snowman Snowman: Fables and Fantasies (1963).
- The Reservoir and Other Stories (1966).
- You Are Now Entering the Human Heart (1983).

### Стихотворения
- The Pocket Mirror (1967).
- The Goose Bath (2006).

### Автобиография
- To the Is-Land (1982).
- An Angel at My Table (1984).
- The Envoy From Mirror City (1985).

## Сводные издания
- An Autobiography. Auckland: Century Hutchinson, 1989.
- Stories and Poems. Auckland: Vintage, Random House, 2004.

## Публикации на русском языке
- День овцы// Новозеландские рассказы. М., 1963.
- [Стихи]// Поэзия Новой Зеландии. М., 1978.
- Водоём; История про чёрную и красную смородину. М., 1990.
- [Стихи]// Земля морей. Антология поэзии Новой Зеландии. М., 2007
- Дженет Фрейм. Лица в воде. Пер. Л. Волобаева  — Москва : Издательство: АСТ, Neoclassic, 2023.